# Fórmula de Mollweide

Un triangle. Els angles α, β i γ són els oposats, respectivament, als costats a, b i c.

En trigonometria, la fórmula de Mollweide, o en alguns textos antics equacions de Mollweide, que porta el nom de Karl Mollweide, és un parell de relacions entre els costats i els angles d'un triangle. Es pot fer servir per a comprovar el resultat de la resolució de triangles.
Siguin a, b i c les longituds dels tres costats d'un triangle. Siguin α, β i γ les mesures dels angles oposats a aquests tres costats respectivament. La fórmula de Mollweide estableix que
{\displaystyle {\frac {a+b}{c}}={\frac {\cos \left({\frac {\alpha -\beta }{2}}\right)}{\sin \left({\frac {\gamma }{2}}\right)}}}
i que
{\displaystyle {\frac {a-b}{c}}={\frac {\sin \left({\frac {\alpha -\beta }{2}}\right)}{\cos \left({\frac {\gamma }{2}}\right)}}.}
Cadascuna d'aquestes identitats utilitza sis mesures d'un triangle: els tres angles i la longitud dels tres costats.